# Leonid Utiosov
Leonid Utiosov (în rusă Леонид Осипович Утёсов; n. 9/21 martie 1895, Odessa, Imperiul Rus – d. 9 martie 1982, Moscova, RSFS Rusă, URSS), născut Lazar  Iosifovici Vaisbein este un cântăreț rus.